# Forza maggiore (film 1989)
Forza maggiore (Force majeure) è un film del 1989 diretto da Pierre Jolivet.